# Systeemecologie

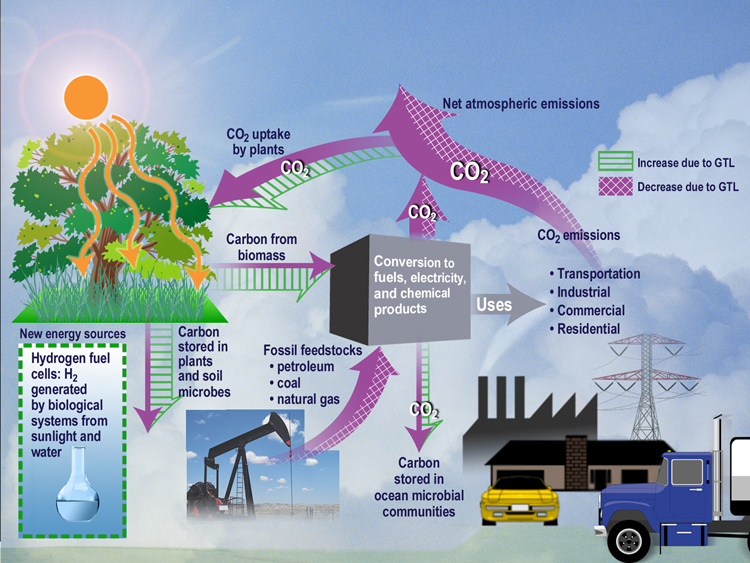
Ecologische analyse van CO_{2} in een ecosysteem

Systeemecologie is het onderdeel van de ecologie waarin ecosystemen vanuit een holistisch uitgangspunt worden bestudeerd. De uitgangsgedachte is dat een ecosysteem een complex systeem is met emergente eigenschappen. Centraal staat de interactie en transactie tussen biologische en ecologische systemen en de manier waarop dit door menselijk ingrijpen wordt beïnvloed. Begrippen uit onder andere de thermodynamica worden gebruikt en uitgebreid.

## Beschrijving
Volgens R.L. Kitching komt systeemecologie erop neer dat methoden en instrumenten uit de systeemanalyse worden aangewend om de ecologie van organismen te beschrijven en in verband hiermee bepaalde voorspellingen te doen. Daarbij gaat het bijna uitsluitend om open systemen.
Een fundamenteel kenmerk van de systeemecologie is de toepassing van principes uit de energetica op elk denkbaar ecosysteem. Deze principes gelden op analoge wijze over de grenzen van verschillende systemen heen. Het vierde van deze principes, dat bekendstaat als de vierde energiewet, neemt een centrale plaats in. Dit principe gaat uit van een bepaald evenwicht tussen uitwendige belasting en inwendige weerstand waardoor het ecosysteem optimaal functioneert en evolueert. Dit komt overeen met principes in de ecologische techniek en in de elektrotechniek.
Om alle systemen in kaart te brengen bedient men zich van Energy Systems Language (ESL).